# Герб Катайского района
Герб муниципального образования Катайский район Курганской области является официальным символом Катайского района Курганской области.
Герб утверждён решением Катайской районной Думы от 18 июня 2013 года.

## Описание
В зелёном поле — беличий столб, продетый сквозь золотой лук (тетивой вниз); всё — поверх двух золотых опрокинутых стрел накрест. Щит увенчан муниципальной короной – золотой о пяти видимых остроконечных зубцах.

## Символика
Герб Катайского района основан на гербе города Катайска.
Катайск был своего рода «воротами» из Западной и Центральной России в Сибирь. Геральдический беличий мех (изображается чередующимися белыми и синими фигурками вроде «шлемиков» или шкурок) символизирует основной торговый путь в Сибирь, который проходил через катайскую землю. Беличий мех в сочетании с зеленым цветом щита указывает на природные богатства края. Лук и стрелы относятся к числу главных сибирских и, одновременно, уральских геральдических символов. Кроме того, лук со стрелами - оружие первых поселенцев на территории катайской земли, которые начали обживаться со строительства острогов, за стенами которых отражали набеги кочевников.
Зеленый, лазоревый, серебряный и золотой - гербовые цвета Курганской области.
- Зеленый цвет – символ весны, радости, надежды, жизни, природы, а также символ здоровья.
- Лазоревый (синий, голубой) цвет в геральдику – символ чести, славы, преданности, истины, красоты, добродетели и чистого неба.
- Золото – символ прочности, величия, богатства, интеллекта, великодушия.
- Серебро (белый цвет) – символизирует благородство, откровенность, а также чистоту, невинность и правдивость[2].

## История создания
На рассмотрение было предложено 3 проекта. Рабочая группа, в состав которой вошли представители Администрации района, депутаты районной Думы, председатель городской Думы, члены Общественной палаты Катайского района, выбрала один вариант, внеся в него коррективы. Депутаты районной Думы единогласно поддержали предложенный проект официальной символики Катайского района. Решение Катайской районной Думы, утверждающее герб и флаг в качестве официальных символов муниципального образования Катайского района, а также Положение о гербе и флаге, определяющее описание и порядок использования символов, было направлено в Геральдический совет при Президенте Российской Федерации для внесения символов в государственный геральдический регистр Российской Федерации. Заседание Геральдического совета в Санкт-Петербурге состоялось 21 июня 2013 года, официальные символы были внесены в регистр.